# Menzoberranzan
Menzoberranzan, zwane też Miastem Pająków – miasto-państwo występujące w fikcyjnym świecie Zapomnianych Krain stworzonym na potrzeby powieści R. A. Salvatore, a także fabularnej gry Dungeons & Dragons. Jest to miasto rodzinne drowa Drizzt Do'Urdena, jednego z popularniejszych bohaterów Zapomnianych Krain.

## Podstawowe informacje
Menzoberranzan położone jest w Podmroku, na północ od Wiecznych Wrzosowisk, pod rzeką Surbrin. Z miasta wychodzi ponad setka tuneli w różnych kierunkach. Najważniejsze prowadzą do Mithrilowej Hali, Księżycowego Lasu i Wysokiego Lasu.
Miasto ma 32 tysiące mieszkańców, z czego 1/3 to drowy, a reszta to ich humanoidalni niewolnicy. Jest ono centrum handlu truciznami, grzybami, jaszczurami trenowanymi do ujeżdżania, zwojami magicznych zaklęć, winem i wodą.
Społeczeństwo miasta jest matriarchalne. Zostało założone przez kapłankę Lolth o imieniu Menzoberra Bez Rodziny. Obecnie jest rządzone przez radę Matek Opiekunek z ośmiu najpotężniejszych rodów szlacheckich. Osobna rada magów sprawuje pieczę nad sprawami sztuk tajemnych, a najważniejszym z nich jest Arcymag Miasta obecnie Gromph Baenre, ale ze względu na to, że wszyscy jej członkowie są mężczyznami, znajduje się ona pod jurysdykcją matron. Wpływowa jest także kompania najemników Bregan D'aerthe, dowodzona przez niejakiego Jarlaxle'a.
W Menzoberranzan dominuje kult Lolth. Miasto ma własną akademię Arach-Tinilith. Obok niego znajdują się: szkoła wojowników, zwana Melee Magthere, oraz szkoła magów, zwana Sorcere. Tytuł Mistrza każdej z tych akademii jest bardzo pożądany, gdyż jest zwieńczeniem kariery dostępnej dla drowów spoza rodów szlacheckich, a nawet dla szlachetnie urodzonych mężczyzn.

## Dzielnice miasta

### Płaskowyż Qu'elllarz'orl
Płaskowyż jest miejscem, gdzie swoje pałace -fortece posiadają najbardziej wpływowe domy Menzoberranzan. Znajduje się tam między innymi posiadłość rządzącego domu Baenre.

### Narbondellyn
Mniej reprezentatywna okolica, tutaj swoje posiadłości posiadają domy stojące w hierarchii niżej niż te z Qu'elllarz'orlu.
Znajduje się tam także kolumna odmierzająca czas.

### Eastmyr
Dzielnica zwana przez mieszkańców "zapadłym wschodem". Oprócz pałaców mało znaczących domów z końca hierarchii jest tu wiele warsztatów rzemieślniczych i domostw podistot (orków, goblinoidów, koboldów) stanowiących większość populacji całego miasta.

### Braeryn
Dzielnica biedoty miejskiej, dom większości podistot i zbiegłych niewolników. Panuje tu nieopisany brud, przykry zapach i przemoc.

### Tier Breche
Płaskowyż w północnej części miasta, znajdujący się w jaskini, która jest boczną odnogą wielkiej kawerny, w której jest miasto. Schodów, jedynego wyjścia do miasta pilnują dwaj studenci ostatniego roku Melee Magthere. Na płaskowyżu zbudowane przez czarodziei, rzemieślników i niewolników ze stalagmitów znajdują się trzy cytadele:
- Arach-Tinilith, budynek w kształcie pająka, służący do szkolenia kapłanek Lolth. Znajduje się na północy płaskowyżu.
- Sorcere, wieża czarodziejów.
- Melee Magthere zwana piramidą, szkoła wojowników.

#### Arach-Tinilith
Zwany także Akademią, budynek ten ma kształt pająka. Położony jest na płaskowyżu Tier Breche, wraz z Melee Magthere i Sorcere, z których jest on największy. Dyscyplina w Akademii jest bardzo surowa. Często dla dyscypliny, dochodzi do aktów samookaleczenia się kapłanek z rozkazów ich nauczycielek. Matki-opiekunki domów w mieście posyłają tam swoje córki na 50 lat nauki, a po powrocie, witają je z otwartymi rękami, gdyż ukończenie Akademii jest trudnym zadaniem, a wszelkie ucieczki i oznaki nieposłuszności karane są śmiercią.
Aktualną mistrzyni Arach Tinilith jest Quenthel Baenre, pierwsza siostra domu Baerne.

#### Sorcere
Sorcere, wieża zakończona wieloma iglicami jest budynkiem, w którym szkoli się czarodziei. Do społeczności czarodziei mogą należeć zarówno kobiety jak i mężczyźni, co jest przeciwieństwem do Akademii, w której kapłanem mogą zostać tylko kobiety. W czasie „Milczenia Lolth” czarodzieje jako jedyni zachowali swoją magię. W swoich domach czarodzieje są traktowani z szacunkiem, a najważniejsi i najpotężniejsi z nich są na równi z kobietami. Szkolenie trwa 30 lat.

#### Melee-Magthere
Budynek ten to piramida położona na wschodzie jaskini Tier Brieche. Szkoli on wszelkiego rodzaju wojowników. Większość mężczyzn którzy nie zostali czarodziejem lub kupcem, wybiera trzecią możliwą drogę, czyli zostanie wojownikiem w Melee-Magthere. Tacy studenci są kręgosłupem armii miasta, jak i swoich domów. Szkolenie trwa 10 lat.

## Domy Menzoberranzan
W Menzoberranzan hierarchia jest podstawą. Od pozycji domu zależą jego wpływy. Matki opiekunki pierwszych ośmiu domów zasiadają w radzie rządzącej miasta, a opiekunka pierwszego domu jest praktycznie królową Menzoberranzan
1. Baenre
2. Barrison Del'Armgo
3. Oblodra (zniszczony przez Baenre)
4. DeVir (zniszczony przez Do'Urden)
5. Hun'ett (zniszczony przez Do'Urden)
6. Faen Tlabbar
7. Xorlarrin
8. Agrach Dyrr (stał się wasalem Baenre w "Wojnie Pajęczej Królowej")
9. Mizzrym
10. Do'Urden (zniszczony przez Baenre)
11. Fey-Branche
12. Tuin'Tarl
13. Duskryn
14. Srune'Lett
15. Horlbar
16. Kenafin
17. Druu'giir
18. Hunzrin
19. Shobalar
20. Vandree
21. Symryvvin

Menzoberranzan poświęcono także zawierający trzy książki pudełkowy dodatek do gry AD&D oraz własną grę komputerową.